# Амантадин
Амантади́н — противовирусный и, одновременно, антипаркинсонический дофаминергический препарат, химически — трициклический аминоадамантан, производное адамантана — 1-Аминоадамантана гидрохлорид, или 1-адамантиламина гидрохлорид.
Белый или белый со слабым желтоватым оттенком кристаллический порошок горького вкуса.
Согласно данным центров по контролю и профилактике заболеваний США от 21 января 2011 года римантадин и амантадин не рекомендуются к использованию из-за высокого уровня устойчивости циркулирующих вирусов гриппа А к этим препаратам, в то же время рекомендуются к использованию занамивир и осельтамивир (согласно последним данным о сопротивляемости вирусов, более 99 % циркулирующих в настоящее время штаммов вируса гриппа чувствительны к этим препаратам).

## Общая информация
После того, как о противовирусных свойствах Амантадина впервые было сообщено в 1963 году в больнице Иллинойского университета в Чикаго, Амантадин получил одобрение; препарат был первоначально предложен в 1976 году в качестве противовирусного средства, эффективного в отношении вирусов гриппа типа А2.
Впервые препарат был использован в Западной Германии в 1966 году. Амантадин был одобрен Управление по санитарному надзору за качеством пищевых продуктов и медикаментов США в октябре 1968 года в качестве профилактического средства против азиатского (H2N2) гриппа и получил одобрение для профилактического использования против гриппа A в 1976 году.
Во время эпидемии гриппа A 1980 года были зарегистрированы первые вирусы гриппа, устойчивые к амантадину. Частота устойчивости к амантадину среди вирусов гриппа A (H3N2) с 1991 по 1995 год составляла всего 0,8 %. В 2004 году частота устойчивости увеличилась до 12,3 %. Год спустя противодействие значительно увеличилось до 96 %, 72 % и 14,5 % в Китае, Южной Корее и США соответственно. К 2006 году 90,6 % штаммов H3N2 и 15,6 % H1N1 были устойчивы к амантадину. Было обнаружено, что большинство устойчивых к амантадину изолятов H3N2 (98,2 %) содержат мутацию S31N в трансмембранном домене M2, которая придает устойчивость к амантадину.
В дальнейшем было заявлено про потенциальную эффективность препарата при паркинсонизме. Обзор Кокрановского сотрудничества от 2003 года утверждает, что эффективность и безопасность амантадина при паркинсонизме продемонстрирована не была.
Механизм лечебного действия мидантана при паркинсонизме объясняют тем, что он стимулирует выделение дофамина из нейрональных депо и повышает чувствительность дофаминергических рецепторов к медиатору (дофамину); таким образом, даже при уменьшении образования дофамина в базальных ганглиях создаются условия для нормализации происходящих в них нейрофизиологических процессов. Имеются также данные, свидетельствующие о том, что мидантан тормозит генерацию импульсов в моторных нейронах ЦНС, являясь слабым антагонистом глутаматных NMDA-рецепторов.

## Применение
Как противовирусное средство используется для терапии вирусных инфекций (в том числе гриппа), при аденовирусном конъюнктивите и эпидемическом кератоконъюнктивите. Побочные эффекты — как у всех дофаминэргических препаратов. Химически близкий аналог российского производства — ремантадин (римантадин).
Препаратом выбора для купирования сильной боли и предупреждения постзостерной невралгии является амантадина сульфат благодаря собственным виростатическим свойствам и возможности блокировать периферические NMDA-рецепторы на этапе передачи болевого импульса.
Также препарат применяют при болезни Паркинсона и парксинсонизме разной этиологии, в частности при нейролептическом и посттравматическом паркинсонизме. Препарат эффективен главным образом при ригидных и акинетических формах, меньше влияет на гиперкинетический синдром (тремор).
Сведения об эффективности мидантана в качестве корректора нейролептического синдрома противоречивы. По данным одних авторов, препарат может применяться для этой цели, по данным других, применение его нецелесообразно, так как в средних дозах он неэффективен, а в больших может вызвать обострение психопатологической симптоматики.
Мидантан является быстродействующим препаратом, эффект обычно наступает в первые дни лечения.
Препарат можно назначать самостоятельно и в сочетании с другими противопаркинсоническими средствами: холинолитиками и L-дофа.
Назначают мидантан внутрь после еды. Принимают, начиная с 0,05—0,1 г, сначала 2 раза, затем 3—4 раза в сутки. Суточные дозы 0,2—0,4 г. Длительность курса лечения 2—4 мес.
При вирусных заболеваниях глаз применяют 0,5 % водный раствор путём инстилляций в конъюнктивальный мешок 5 раз в сутки, к концу лечения 1—2 раза в сутки. Курс лечения 6—15 дней.
Препарат обычно хорошо переносится. В отдельных случаях могут быть головная боль, бессонница, головокружение, общая слабость, диспепсические явления. При необходимости уменьшают дозу.

### Протокол Милуоки
В 2004 году американский врач Родни Уилобб использовал смесь препаратов, таких как амантадин, кетамин, мидазолам, рибавирин для того, чтобы ввести в искусственную кому девочку, обратившуюся к нему с симптомами бешенства, Жанну Гис. Он предполагал, что, отключив на время мозг девочки и введя противовирусные препараты, сможет вылечить её. Спустя 7 дней врачи вывели девочку из комы, а анализы показали отсутствие лиссавирусов (англ. Lyssavirus) в организме. Эта девочка стала первым человеком, кому удалось выжить после появления симптомов бешенства, будучи непривитым. Данный метод лечения назвали Милуокский протокол в честь города, где его успешно применили.

## Побочные эффекты
Амантадин имеет легкий профиль побочных эффектов. Общие неврологические побочные эффекты включают: сонливость, бред, головокружение.
Из-за воздействия на центральную нервную систему Амантадин не следует сочетать с дополнительными стимуляторами ЦНС или холинолитическими средствами. Амантадин противопоказан людям с терминальной стадией почечной недостаточности, так как препарат выводится через почки.
Амантадин также следует принимать с осторожностью пациентам с увеличенной простатой или глаукомой из-за его антихолинолитических эффектов.

## Противопоказания
- «Осельтамивир, занамивир, амантадин, и римантадин — это медикаменты, относящиеся к „Категории С для беременных“, причем никакие клинические исследования безопасности применения этих лекарств для беременных не проводились. Докладывалось только о двух случаях использования амантадина для лечения тяжелой формы гриппа у беременной женщины в третьем триместре. Однако, было показано при исследованиях на животных, что и амантадин и римантадин являются тератогенным и эмбриотоксичными при введении в достаточно высоких дозах»[20].
- Мидантан противопоказан при острых и хронических заболеваниях печени и почек, а также при беременности. В связи с возможным возбуждением ЦНС препарат следует назначать с осторожностью больным с психическими заболеваниями, при тиреотоксикозе, эпилепсии.

## Хранение
Препарат необходимо хранить в сухом, защищённом от света месте.